# Błonice
Błonice [pronunciación en polaco: /bwɔˈnit͡sɛ/] es un pueblo ubicado en el distrito administrativo de Gmina Rzgów, dentro del Distrito de Konin, Voivodato de Gran Polonia, en el oeste de Polonia central. Se encuentra aproximadamente a 19 kilómetros al suroeste de Konin y a 87 kilómetros al sureste de la capital regional Poznań.